# 十八禁
十八禁，又稱R18、成人取向，表示年齡未滿18歲者不适宜观看、有害兒童身心健康發展的大眾媒體出版物。多數国家政府，將18歲作為成年界限，以法律制定在大眾媒體分級制度當中的一個分級。

## 規範

### 範圍
因各國的法令、教育、文化上的差異，對於十八禁作品的規範會有所不同；但大致上規範的共通點，會包含以下明顯內容（文字、台詞、畫面）：
- 性行為

- 恐怖
  - 大量出血
  - 屍體
  - 煽動恐怖情緒的殭屍、幽靈
  - 暴力血腥
    - 殺人
    - 虐待
    - 拷問
    - 身體肢解

- 犯罪
  - 搶劫
  - 竊盜
  - 綁架
  - 毒品
  - 未成年吸煙、飲酒
  - 牴觸法律的動作行為

- 言語
  - 髒話
  - 歧視語

- 賭博

### 實施
- 禁止向18岁以下人士贩卖此类商品。
- 在日本成人遊戲包装上，标示「推薦18歲以上購買」（日语：18歳以上購入推奨）或「18禁」。
- 禁書